# 鈴木祥弘
鈴木 祥弘（すずき よしひろ、1934年11月29日 - 2012年11月9日）は、日本の実業家。NEC副社長や、日本インダストリアル・エンジニアリング協会会長、経団連規制改革推進部会長、行政改革推進本部規制改革委員会委員等を歴任した。

## 人物・経歴
1959年一橋大学商学部卒業、日本電気入社。日本電気企画部長、日本電気副社長、日本電気特別顧問、NEC総研理事長、国際社会経済研究所副理事長、経団連規制改革推進部会長、行政改革推進本部規制改革委員会委員、公正取引委員会独占禁止懇話会社会的規制等ワーキンググループ委員等を歴任。1997年日本インダストリアル・エンジニアリング協会会長。2000年問題への対応を提言するなどした。2012年肺炎で死去。

## 著書
- 『経営戦略のエンジニアリング・アプローチ : 企業活性化の思想とその実践』（共著）日科技連出版社 2004年